# ガブリエラ・トゥッチ
ガブリエラ・トゥッチ（Gabriella Tucci, 1929年8月4日 - 2020年7月9日）は、イタリアの歌手（ソプラノ）。
ヴェルディやプッチーニ作品などイタリア・オペラでの歌唱で知られ、イタリア国外でもNHKイタリア歌劇団公演での来日など幅広く活躍した。

## 来歴
ガブリエラ・トゥッチは1929年8月4日、ローマに生まれる。サンタ・チェチーリア音楽院でレオナルド・フィローニに師事し、のちにフィローニと結婚する。1951年、スポレートでのヴェルディ『運命の力』の公演でレオノーラを歌いデビューするが、この時の相手役はベニャミーノ・ジーリであった。同年12月には生地のローマ歌劇場にヴェルディの『ナブッコ』のアンナ役でデビューする。同歌劇場では直後の1952年2月にグノーの『ファウスト』のマルゲリータ役で主役級での役を得たが、1950年代の同歌劇場では裏キャストでの主役や脇役を歌うことが多かった。
1953年5月にはフィレンツェ五月音楽祭にて、マリア・カラスによるケルビーニの『メデア』の蘇演にグラウチェ役で参加した。1955年1月のローマ歌劇場でのカラスを迎えての『メデア』上演でも同役を歌っている。
トゥッチにとって大きな転機となったのは、1959年2月から3月にかけての日本での「第2次NHKイタリア歌劇団」公演であった。一連の公演ではヴェルディの『オテロ』のデスデモナ、『椿姫』のヴィオレッタ、ビゼーの『カルメン』のミカエラを歌った。特にマリオ・デル・モナコを相手にした『オテロ』での歌唱は大きな評判となった。
日本での成功を受けて、同年7月にトゥッチはプッチーニの『ラ・ボエーム』のミミでスカラ座にデビューした。同月にはローマにおけるデッカ・レコードによるレオンカヴァッロの『道化師』のネッダ役の録音にも参加している。
翌1960年10月には、メトロポリタン歌劇場（メト）にプッチーニの『蝶々夫人』の表題役でデビュー。メトには1972年まで260回出演し、グルックの『オルフェオとエウリディーチェ』のエウリディーチェ、『ファウスト』のマルグリート、ヴェルディの『イル・トロヴァトーレ』と『運命の力』のレオノーラ、『シモン・ボッカネグラ』のアメリア・グリマルディ、『ファルスタッフ』のアリーチェおよびアイーダ、デズデーモナ、プッチーニの『ラ・ボエーム』のミミなどの諸役を歌った。
メトでのデビューに続いて、1960年12月にはロンドンのロイヤル・オペラ・ハウスにプッチーニの『トスカ』の題名役でデビューするなど、日本での成功後瞬く間に世界的なプリマドンナとしての地位を築いた。
日本には1961年の「第3次NHKイタリア歌劇団」のメンバーとして再来日し、アイーダ、『リゴレット』のジルダ、『道化師』のネッダを歌った。
トゥッチはイギリス、アメリカ、日本のほかにもウィーン、ベルリン、ブエノスアイレスおよびモスクワの諸劇場にも出演した。一方で、トゥッチが活躍した時代はカラスやレナータ・テバルディといったディーヴァが君臨する時代でもあり、商業録音には恵まれなかった。引退後は後進の指導にあたり、日本にもマスタークラスでの指導のため来日を重ねている。
2020年7月9日に病気で死去。90歳没。

## 主なディスコグラフィ・フィルモグラフィ

### スタジオ録音
- レオンカヴァッロ『道化師』（ネッダ）：マリオ・デル・モナコ、コーネル・マックネイル、ピエロ・デ・パルマ、レナート・カペッキ：フランチェスコ・モリナーリ＝プラデッリ指揮：1959年聖チェチーリア音楽院：Decca 467 484-2（CD）[6]
- ヴェルディ『イル・トロヴァトーレ』（レオノーラ）：フランコ・コレッリ、ジュリエッタ・シミオナート、ロバート・メリル、フェルッチョ・マッツォーリ：トーマス・シッパーズ指揮：1964年ローマ歌劇場：HMVD 5 73413-2（CD）[7]

### ライヴ録音
- ケルビーニ『メデア』（グラウチェ）：カラス、フェードラ・バルビエーリ、マリオ・ペトリ：ヴィットリオ・グイ指揮：1953年フィレンツェ：Istituto Discografico Italiano IDIS 6394/95（CD）[8]
- ヴェルディ『オテロ』（デズデーモナ）：デル・モナコ、ティート・ゴッビ、マリアノ・カルーソー、プリニオ・クラバッシ、アンナ・ディ・スタジオ：アルベルト・エレーデ指揮：1959年2月4日東京宝塚劇場（第2回NHKイタリア歌劇団）：キングレコード KIBM-1011（DVD）[9]
- ビゼー『カルメン』（ミカエラ）：シミオナート、デル・モナコ、シピオ・コロンボ、サンタ・キッサーリ、パオロ・モンタルソロ、ディ・スタジオ：ニーノ・ヴェルキ指揮：1959年2月19日東京宝塚劇場（第2回NHKイタリア歌劇団）：キングレコード K33Y-107/8（CD）[10][11]
- ヴェルディ『リゴレット』（ジルダ）：アルド・プロッティ、ジャンニ・ポッジ、パオロ・ワシントン、ディ・スタジオ：アルトゥーロ・バジーレ指揮：1961年10月3日東京文化会館（第3回NHKイタリア歌劇団）：キングレコード K33Y-103/4（CD）[12][13]
- ヴェルディ『アイーダ』（アイーダ）：デル・モナコ、シミオナート、プロッティ、ワシントン、シルヴァーノ・パリューカ：フランコ・カプアーナ指揮：1961年10月13日東京文化会館（第3回NHKイタリア歌劇団）：キングレコード KIBM-1012（DVD）[14][15]
- レオンカヴァッロ『道化師』（ネッダ）：デル・モナコ、プロッティ、アントニオ・ピリーノ、アッティリオ・ドラーツィ：ジュゼッペ・モレッリ指揮：1961年10月25日東京文化会館（第3回NHKイタリア歌劇団）：キングレコード KIBM-1015（DVD）[14][16]

### サイト
- “Gabriella Tucci”. Tower Records　Online.   Tower Records. 2013年6月27日閲覧。
- “1956年第1次イタリア歌劇団公演”. 「NHKイタリア歌劇団」 (イタオペ) は 永久に不滅です.   （元）歌う蔵元. 2013年6月27日閲覧。

### 印刷物
- NHK交響楽団 編『NHK交響楽団四十年史』NHK交響楽団、1967年。
- NHK交響楽団（編）「NHK交響楽団全演奏会記録2 戦後編・1（1945~1973）」『Philharmony』第73巻第2号、NHK交響楽団、2001年。
- 中川右介（司会・構成）、武石英夫、松坂茂樹、小山正「座談会 伝説のイタリア・オペラ」『クラシックジャーナル』 32巻、アルファベータ、2008年、57-81頁。ISBN 978-4-87198-742-4。
- The Metropolitan Opera Encyclopedia (Simon and Schuster, New York 1987). ISBN 0-671-61732-X
- Guide de l'opéra, Les indispensables de la musique (Fayard, 1995). ISBN 2-213-59567-4